# Periscepsia laevigata
Periscepsia laevigata är en tvåvingeart som först beskrevs av Wulp 1890.  Periscepsia laevigata ingår i släktet Periscepsia och familjen parasitflugor. Inga underarter finns listade i Catalogue of Life.